# Hold-up à l'italienne
Ne doit pas être confondu avec Braquage à l'italienne.
Pour plus de détails, voir Fiche technique et Distribution.
Hold-up à l'italienne est un téléfilm français réalisé par Claude-Michel Rome et diffusé en 2008.

## Synopsis
Luc fait croire depuis des années à sa femme, Marion, qu'il est agent immobilier. C'est en réalité un escroc et cambrioleur, qui a pris la suite de son père sans jamais s'être fait prendre.
Ce qu'il ne sait pas, c'est que Marion lui ment également sur sa vie professionnelle : prétendant depuis des années être avocate, elle est en réalité inspectrice des douanes. Un braquage en Italie va faire peu à peu voler en éclats leurs mensonges respectifs...

## Fiche technique
Source : IMDb, sauf mention contraire
- Réalisateur, scénariste et dialogues : Claude-Michel Rome
- Producteur : Paul Giovanni, Antoine Perset ...
- Musique du film : Frédéric Porte
- Directeur de la photographie : Bernard Déchet
- Montage : Stéphanie Mahet
- Distribution des rôles : Sylvie Brocheré
- Création des décors : Isabelle Quillard
- Création des costumes : Pascale Arrou
- Coordinateur des cascades : Hervé Décalion
- Sociétés de production : Aubes Productions, AT-Production, RTBF, TF1 (participation) et Télévision Suisse-Romande (participation)
- Pays d'origine : France
- Genre : Action - Comédie
- Durée : 96 minutes
- Date de diffusion : 16 juin 2008 sur TF1

## Distribution
- Astrid Veillon : Marion
- Bruno Wolkowitch : Luc
- Claudia Cardinale : Cécile
- Jacques Perrin : Victor
- Bernard Llopis : Fayard
- Etienne Chicot : Koenig
- Jean-Marie Juan : Vals
- Christophe Rouzaud : Lacroix
- Cédric Chevalme : Valmer
- Christian Mazucchini : Abecassis
- Léa Fiorentino : Serena
- Alexandre Medvedev : Grishka Oulianov
- Solal Nataf : Paul
- Jean-Louis Foulquier : Siméon
- Fabio Fabbri : Homme de Luc
- Franck Adrien : Rinaldi
- Jean-Pierre Gourdain : Commandant de police
- Luca Sherman : Opérateur radio
- Jean-Claude Baudracco : Régisseur plateau
- Alice Chenu : Maître de cérémonie
- José Heuze : Fonctionnaire des douanes
- Francesca Giuliano : Policière
- David Clark : Guide du musée
- Eric Tatin : Pendu